# Deux poèmes chinois, op. 47 (Roussel)
Pour les articles homonymes, voir Deux poèmes chinois.
Deux poèmes chinois, op. 47, est un ensemble de mélodies pour chant et piano d'Albert Roussel composé en 1932.

## Présentation

### Textes
Les textes des mélodies sont dus à Henri-Pierre Roché, d'après une traduction anglaise d'Herbert Allen Giles de poésies chinoises parues dans Chinese Poetry in English Verse (Londres, Quaritch, 1898, réédité en 1902). Le premier poème est de Li-I, le second de Huang-Fu-Ian (en).
Les adaptations en français sont parues de 1905 à 1907 dans la revue Vers et prose dirigée par Paul Fort et André Salmon.

### Mélodies
Albert Roussel compose ses Deux poèmes chinois en septembre 1932 :
1. « Favorite abandonnée » — Andante ( = 52) de 15 mesures à 
 — dédié à Mme Bourdette-Vial ;
2. « Vois, de belles filles » — Allegretto ( = 92) de 47 mesures à 
 — dédié à Mme Véra Janacopulos.

La partition est publiée par Durand en 1934.
La durée moyenne d'exécution de l'ensemble est de trois minutes environ.

## Création
Les Deux poèmes chinois sont créés par la dédicataire de « Favorite abandonnée » le 4 mai 1934 à Paris, avec Yvonne Gouverné au piano, lors d'un concert de la société musicale Le Triton.

## Analyse
Les mélodies portent le numéro d'opus 47 et, dans le catalogue des œuvres du compositeur établi par la musicologue Nicole Labelle, le numéro L 60.
C'est la troisième et dernière fois que Roussel se penche musicalement sur des poèmes chinois, après ses opus 12 et opus 35. Gilles Cantagrel considère que, « sans égaler la parfaite réussite des précédentes, ces mélodies n'en exhalent pas moins un charme pénétrant ».
Guy Sacre oppose les tonalités des deux mélodies, « Favorite abandonnée dans un ton de mi bémol mineur que supplicient le chromatisme, la note à côté et l'appogiature, et Vois, de belles filles tout en charme, en pointes et en sourires, qui frétille de toutes les gentillesses modales que l'on peut mettre au ton d'ut ».
Dans leur esthétique, Damien Top les rapproche en revanche, soulignant les mêmes « contrepoint épuré et harmonie piquante [qui] renforcent le laconisme du propos ».
Dans la première mélodie, la favorite abandonnée du titre « attend dans une nuit sans fin un amant qui ne viendra pas ; la mélancolie de la délaissée s'épanche dans les chromatismes sinueux de la ligne mélodique et les harmonies étranges du piano, procédant par petites touches de couleur ».
Quant aux belles filles du titre du second poème, « elles passent en courant », et la musique de Roussel mêle « sensualité, diction nonchalante [et] chromatismes langoureux ». Dans la mélodie, « précédée d'un joyeux scherzo, la ronde des jeunes filles se dissipe pour la question voluptueuse — au piano, saut de neuvième ascendante, auquel la voix répond par une septième » ; l'ultime interrogation est laissée sans réponse : « Dis-moi si celle qui, cette nuit, sera choisie peut avoir les cils beaucoup plus long que ceux-ci ? »

## Discographie
- Albert Roussel : les mélodies (intégrale) — Marie Devellereau (soprano), Yann Beuron (ténor), Laurent Naouri (baryton), Billy Eidi (piano), Timpani 2C2064 (2001)
- Albert Roussel Edition (CD 9) — Mady Mesplé (soprano), Dalton Baldwin (piano), Erato 0190295489168 (2019)[10]

### Ouvrages généraux
- Gilles Cantagrel, « Albert Roussel », dans Brigitte François-Sappey et Gilles Cantagrel (dir.), Guide de la mélodie et du lied, Paris, Fayard, coll. « Les Indispensables de la musique », 1994, 916 p. (ISBN 2-213-59210-1), p. 571-577.

### Monographies
- Nicole Labelle, Catalogue raisonné de l'œuvre d'Albert Roussel, Louvain-la-Neuve, Département d'archéologie et d'histoire de l'art, Collège Érasme, coll. « Publications d'histoire de l'art et d'archéologie de l'Université catholique de Louvain » (no 78), 1992, 159 p..
- Raphaëlle Legrand, « Catalogue des œuvres », dans École normale de musique de Paris, Jean Austin (dir.), Albert Roussel, Paris, Actes Sud, 1987, 125 p. (ISBN 2-86943-102-3), p. 46–95.
- Damien Top, Albert Roussel : Un marin musicien, Biarritz, Séguier, coll. « Carré Musique », 2000, 170 p. (ISBN 2-84049-194-X).
- Damien Top, Albert Roussel, Paris, Bleu nuit éditeur, coll. « Horizons » (no 53), 2016, 176 p. (ISBN 978-2-35884-062-0).